# Simone Gouzé
Simone Gouzé (Bressuire, 22 décembre 1889 - Montfermeil, 25 octobre 1983) est une artiste, dessinatrice et exploratrice française. Elle est la première femme européenne à parcourir les monts Cangshan, dans la province du Yunnan, à avoir vécu dans le pays des lolo et à représenter le peuple Yi. Elle a été l'épouse du peintre Jules-Gustave Besson.

## Biographie
Simone Gouzé est considérée comme une pionnière dans le monde de l'art. En mettant pied dans ce qui est autrefois la Cochinchine en mars 1928, elle immortalise ce qu'elle y vit par des dessins et des textes qui témoignent aujourd'hui de l'Asie profonde des années 1920. Avec une préférence pour les femmes et les enfants qui occupent une grande place dans son travail. À propos d'elle, le journaliste Charles Rochat-Cenise dit,,: 

« (...) C'est en mars 1928, qu'une jeune femme française, peintre animalière de talent, Mme Simone Gouzé, s'embarqua à bord d'un petit navire en partance pour l'Extrême-Orient (...). »

## Peinture
Simone Gouzé fait surtout usage du pastels,,. Par ce biais, elle saisit l’intimité qui se joue dans des scènes du quotidien, dans un style teinté d’humilité, de curiosité et de douceur. Sophie Marcellin, qui expose certains dessins de Simone Gouzé se dit être touchée par la façon dont l'artiste s'impose et impose ses sujets féminins. Elle affirme que,: 

« (...) Dans l'ampleur de ses portraits, dans leur volume magistral, elle traite ses sujets féminins comme autant d’œuvres majeures. Ce qui est plutôt rare, à l'époque, car souvent les travaux de femmes étaient de petits dessins. (...). »

### Expositions
En 1944, une Maternité de Simone Gouzé datée de 1933 est exposée au 157e Salon des artistes au Palais de Tokyo.
Entre le 11 décembre 2022 et le 21 mai 2023, elle fait partie des artistes exposées au palais lumière d'Evian dans le cadre de l'exposition "Artistes Voyageuses : l'appel du lointain 1880-1944".

## Grande exploratrice
Contrainte de quitter la Chine en 1933 à cause d'ennuis de santé, Simone Gouzé qui à déjà visité Pondichery, Colombo, Madras, Singapour et Saïgon, continue son aventure en Afrique d'où elle continue à raconter l'histoire des peuples hors d'Europe,.